# Лю Цзін (плавчиня)
Лю Цзін (9 березня 1990) — китайська плавчиня.
Учасниця Олімпійських Ігор 2008, 2012 років.
Чемпіонка світу з плавання на короткій воді 2010 року.
Призерка літньої Універсіади 2011 року.